# برونیسواوا دوئوسکا
برونیسواوا دوئوسکا (به لهستانی: Bronisława Dłuska) (تلفظ لهستانی: [brɔɲiˈswava ˈdwuska] ؛ ۲۸ مارس ۱۸۶۵ – ۱۵ آوریل ۱۹۳۹) یک پزشک لهستانی و بنیانگذار اولین مدیر موسسه تومورشناسی ماری کوری در ورشو بود. او که خواهر بزرگتر ماری کوری بود با یک فیزیک‌دان و فعال سیاسی، به‌نام کاژیمیش دوئوسکی ازدواج کرد.